# Sing Hallelujah!
A Sing Hallelujah! a nigériai születésű Dr. Alban 3. kimásolt kislemeze az One Love című albumról. Az albumon az eredeti változat hallható, azonban nem ez a verzió lett sláger. A dal 1993-ban jelent meg, és több slágerlistára is felkerült. A dal hasonlóan sikeres lett, mint az It’s My Life című dal.
A 2000-es években a dalt újra keverték, és számos remix készült belőle.

## Számlista
CD kislemez
1. "Sing Hallelujah!" (short) – 4:00
2. "Sing Hallelujah!" (long) – 6:30

CD maxi
1. "Sing Hallelujah!" (short) – 4:00
2. "Sing Hallelujah!" (long) – 6:30
3. "Sing Hallelujah!" (paradise dub) – 4:59
4. "Sing Hallelujah!" (original version) – 4:24

7" maxi – Remix
1. "Sing Hallelujah!" (Easter mix N.C.)
2. "Sing Hallelujah!" (Easter edit N.C.)
3. "Sing Hallelujah!" (DJ's eurotrans remix)

## Hivatalos verziók
- "Sing Hallelujah!" (Original Version) – 4:24
- "Sing Hallelujah!" (Original Edit) (Single Edit) – 3:51
- "Sing Hallelujah!" (Short) – 4:00
- "Sing Hallelujah!" (Long) – 6:30
- "Sing Hallelujah!" (Bitcrusher Club Mix)
- "Sing Hallelujah!" (DJ's Eurotrans Remix)
- "Sing Hallelujah!" (Dj Stevie Steve's Pizzi Edit)
- "Sing Hallelujah!" (Easter Mix N.C.)
- "Sing Hallelujah!" (Easter Edit N.C.)
- "Sing Hallelujah!" (Paradise Dub) – 4:59